# Winogradsky-søjle
 Denne artikel bør gennemlæses af en person med fagkendskab for at sikre den faglige korrekthed.

En Winogradsky-søjle er en metode til dyrkning af både aerobe cyanobakterier, alger og bakterier samt anaerobe svovlbakterier i et lille økosystem, opfundet i 1880'erne af den russiske videnskabsmand Sergej Vinogradskij.

| Biologi | Spire Denne artikel om biologi er en spire som bør udbygges. Du er velkommen til at hjælpe Wikipedia ved at udvide den. |